# Ne Waza

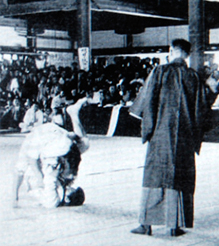
Estrangulación en "triángulo" usada en un combate clásico de Judo

Ne-waza (寝技) es un término de las artes marciales japonesas, usado sobre todo en el judo y jujutsu, que designa la acción de luchar uno a uno al nivel del suelo, generalmente haciendo uso de luxaciones articulares, grappling o agarres, sumisiones y estrangulaciones. Este término engloba el uso de las técnicas de osaekomi-waza (固技) o inmovilizaciones, shime-waza (絞技) o estrangulaciones y kansetsu-waza (及關節技) o llaves articulares, a nivel del suelo. 
El término katame-waza (固め技) es a veces utilizado indistintamente con ne-waza.
Entre las otras artes marciales japonesas que toman en cuenta esta dimensión de la lucha se encuentran el Aikido, varios estilos de jiu-jitsu y algunas escuelas de karate-Do, como la escuela Wadō-ryū (influenciada por la escuela Shindō Yōshin-ryū de Jiu-jitsu); otras escuelas de karate como la Shitō-ryū y la Shotokan conciben el combate desde el suelo buscando derribar al adversario que está aún en pie mediante barridos, patadas y luxaciones a las extremidades inferiores, para retomar el combate en pie. Fuera de Japón, y debido a la influencia del Judo, artes como el Hapkido coreano (por medio de uno de sus fundadores, el maestro Seo Bok Seob) mantienen algunos apartados técnicos (sumisiones y estrangulaciones) relacionados con el Ne-Waza; otras disciplinas como el sambo, el catch wrestling y especialmente el jiu-jitsu brasileño se ocupan más específicamente del combate en el suelo. 